# Pilar (Sorsogon)
Pilar è una municipalità di seconda classe delle Filippine, situata nella Provincia di Sorsogon, nella regione di Bicol.
Pilar è formata da 49 baranggay:
- Abas
- Abucay
- Bantayan
- Banuyo (Pob.)
- Bayasong
- Bayawas
- Binanuahan (Pob.)
- Cabiguan
- Cagdongon
- Calongay
- Calpi
- Catamlangan
- Comapo-capo
- Danlog
- Dao (Pob.)
- Dapdap
- Del Rosario (Bual)

- Esmerada
- Esperanza
- Ginablan
- Guiron
- Inang
- Inapugan
- Leona
- Lipason
- Lourdes
- Lubiano
- Lumbang
- Lungib
- Mabanate
- Malbog
- Marifosque (Pob.)
- Mercedes

- Migabod
- Naspi
- Palanas
- Pangpang
- Pinagsalog
- Pineda
- Poctol
- Pudo
- Putiao
- Sacnangan
- Salvacion
- San Antonio (Millabas)
- San Antonio (Sapa)
- San Jose
- San Rafael
- Santa Fe